# Veszett kutya (film, 1949)
A Veszett kutya (eredeti cím: Nora inu) 1949-ben bemutatott fekete-fehér japán bűnügyi film, amelyet Kuroszava Akira rendezett.
Japánban 1949. október 17-én mutatták be, az Egyesült Államokban 1963. augusztus 31-én.

## Cselekmény
Ellopják egy zöldfülű rendőr fegyverét, ami miatt ő mély letargiába esik. Belegondol, hogy vajon mit csinálhatnak a fegyverével, hány embert ölhetnek meg vele, ezért elindul visszaszerezni. De nem boldogul a kemény utcai életben, és egyébként is már elkésett, a fegyverével már valaki rabolt, ezért most már az elkövetőt kell elkapni. Egy tapasztalt detektív mellé szegődik és elindulnak felgöngyölíteni az ügyet. Az útjuk romlott embereken át vezet, lepusztult környékeken keresztül. Az idő sürgeti őket, mert már van egy újabb áldozat is. De csak lassan tudnak előre jutni, lépésről-lépésre. Végül eljutnak a feltételezhető tettes otthonába, ami egy összetákolt kunyhó, de a családtagja szerint már egy ideje nem volt otthon. Ezután egy vendéglátó egységbe mennek, ahol kiderül, hogy a férfi szerelmes volt egy táncos nőbe, és őt akarta elkápráztatni az újonnan szerzett pénzzel. A rendőrök felkeresik ezt a nőt, de ő nem túl segítőkész, de nagy nehezet szóra bírják. A két nyomozó külön válik, egyikük a lánnyal marad, mert abban bízik, hogy még több információhoz juthat. A másikuk pedig elmegy egy szállodába, ahol a gazfickó lakik éppen. De nem jár sikerrel, ezért a hajsza tovább folytatódik.

## Szereplők
- Toshirô Mifune – Murakami
- Takashi Shimura – Sato
- Gen Shimizu –  Nakajima
- Teruko Kishi – Ogin
- Kimura Iszao – Yusa
- Keiko Awaji – Harumi
- Eiko Miyoshi – Harumi anyja[1]